# 球磨拳
球磨拳（くまけん）は、熊本県人吉市周辺で遊ばれている拳遊びの一種。片手で0から5までの形を作って同時に出し、優劣を競う。江戸時代参勤交代の頃より始まったと伝えられている。
毎年8月に熊本日日新聞社主催で大会が催されている。
6種の手形の内3つがじゃんけんと同じであるので、じゃんけんの元になったとも考えられるが、球磨拳はグーがパーに勝つ等勝敗が逆である。
| 数字 | 形                     | 映像 | 備考   |
| ---- | ---------------------- | ---- | ------ |
| 0    | すべての指を握る       |      | グー   |
| 1    | 親指のみ開く           |      |        |
| 2    | 親指と人差し指を開く   |      | チョキ |
| 3    | 中指、薬指、小指を開く |      |        |
| 4    | 親指以外を開く         |      |        |
| 5    | 全て開く               |      | パー   |

## 勝敗
数字が一つ多い方が勝つ。例えば1は0に勝ち、2は1に勝つ。ただし0は5に勝つ。それ以外は無勝負（あいこ）。

## 遊び方
「ひい」「ふう」「さん」の合図で打ち出す。通常2回続けて勝つと勝ちとなる。

## 試合形式
1チーム5人編成で、2チーム10人が5組になって向き合って座る。各組の間には台を置き、その台の上に棒を10本乗せ、1回勝ったら勝った方が棒を1本取り10本の棒が無くなるまで10回対戦する。
5組全部の対戦が終わると、片方のチームが1人ずつずれ、新たな組み合わせとなって10本の棒を取りあう。これを繰り返し1人が相手チーム5人全てと対戦する。
合計250本の棒からより多くの棒を取ったチームを勝ちとする。

## 団体
- 人吉球磨拳保存会
- 中原球磨拳保存会